# جواو ألبرتو
جواو ألبرتو (بالبرتغالية: João Alberto Lins de Barros‏) هو سياسي برازيلي، ولد في 16 يوليو 1899 بريسيفي في البرازيل، وتوفي في 1955 بريو دي جانيرو في البرازيل.